# Georg Friedrich Neise
Georg Friedrich Neise (* 2. Januar 1818 in Göttingen; † 30. September 1898 ebenda) war ein deutscher Maler, Kupferstecher und Zeichenlehrer.

## Leben und Wirken
Neise war der Sohn des Kämmereischreibers Johann Friedrich Wilhelm Neise und dessen Frau Rosine Charlotte, geb. Günther. Er besuchte das Gymnasium in Göttingen und zeigte schon früh eine Affinität zur Malerei, die er weitgehend autodidaktisch erlernte. Ende der 1830er Jahre besuchte er die Vorlesungen des Archäologen Carl Otfried Müller, der ihn als bezahlten Zeichner auf eine Reise nach Griechenland mitnahm. Nach Müllers überraschendem Tod 1840 in Athen musste Neise nach Göttingen zurückkehren. Die etwa 240 während der Reise angefertigten Zeichnungen befinden sich heute im Archäologischen Institut der Universität Göttingen. In Göttingen war Neise anschließend als Privatzeichenlehrer und als Zeichenlehrer an verschiedenen Göttinger Schulen tätig, daneben auch als Kupferstecher und Theatermaler.
Nach einer Staroperation 1873 musste er sich infolge des fortdauernden Augenleidens 1878 in den Ruhestand begeben; sein Nachfolger wurde Otto Eberlein.
Neise schuf vorwiegend Landschaftsaufnahmen von Göttingen und seiner Umgebung sowie Kopien nach antiken und neuzeitlichen Werken. Nach Feststellung des Kunsthistorikers Thomas Appel eignete sich Neises „Sein eher trockener, fast pedantischer Zeichenstil eignet sich speziell zu Reproduktionszwecken“. Für die Publikationen des Archäologen Friedrich Wieseler schuf er Radierungen.
Der Nachlass Neises wird als Depositum im Stadtarchiv Göttingen aufbewahrt.